# تشيتا
تشيتا (بالروسية: Чита) هي إحدى مدن روسيا في الكيان الفدرالي الروسي تشيتا أوبلاست.
تقع المدينة في منطقة زابايكالية (ما وراء البايكال) عند التقاء نهري تشيتا واينغود. وتبعد عن العاصمة موسكو مسافة تزيد عن 6000 كم. وتبلغ مساحتها 534 كيلومترا مربعا وتعداد نفوسها حوالي 320 ألف نسمة. المدينة مركز صناعي وثقافي وعلمي ومحور نقل كبير في منطقة زابايكالية.
ليس هناك اتفاقا بشأن تاريخ تأسيس المدينة فالبعض يربطه بتاريخ إنشاء مساكن شتوية لجامعي الضرائب عام 1653 والبعض الآخر يعتبره عام 1706 عندما أطلق على القرية الصغيرة اسم تشيتا. خلال السنوات الأولى من عمرها لم تكن لهذه القرية أهمية تذكر، ولكن بعد اكتشاف مكامن الفضة في المنطقة برزت الحاجة إلى الأيدي العاملة. ولتغطية النقص في الأيدي العاملة كانت السلطات ترسل إلى هناك آلاف المجندين. ولأن العمل في المناجم شاق جدا، قررت السلطات إرسال المحكوم عليهم بالأشغال الشاقة إلى المنطقة للعمل في مناجم الفضة. منذ عام 1821 أصبحت القرية تسمى رسميا بلدة، حيث توسعت وازداد عدد سكانها وبنيت الجسور. وبعد فشل انتفاضة «الديسمبريين» نُفي إليها 85 شخصا منهم. في عام 1851 أصدر القيصر نيقولاي الأول أمراً بمنح تشيتا صفة مدينة لتكون مركزا لمقاطعة زابايكالية المشكلة حديثا. كان هذا الأمر عاملا كبيرا في ازدياد سكان المدينة وتوسعها، حيث بلغ عدد سكانها عام 1863 أكثر من 3 آلاف نسمة. وفي عام 1900 ربطت المدينة بخط سكك الحديد. وبعد إعلان قيام جمهورية الشرق الأقصى عام 1920 أصبحت تشيتا عاصمة لها لغاية عام 1922 حيث انضمت هذه الجمهورية إلى جمهورية روسيا السوفيتية. ومن ثم أصبحت مركزا لإقليم زابايكالية ومنذ عام 1937 أصبحت مركزا لمقاطعة تشيتا.
بعد انضمام جمهورية الشرق الأقصى إلى روسيا واستقرار الأمور واستتباب الأمن افتتحت في المدينة مؤسسات صناعية وتعليمية وثقافية وصحية عديدة، كما توسعت المدينة وازدهرت وازداد عدد سكانها كثيرا.
إن مدينة تشيتا اليوم من أضخم المراكز الصناعية والثقافية في مناطق شرق سيبيريا. حيث تتمركز فيها مصانع تجميع السيارات وبناء الماكينات ومعدات وآلات الخراطة ومصانع تصليح وصيانة القاطرات البخارية والعربات وكذلك الصناعات الخشبية ومصانع الصناعات الخفيفة والغذائية ومواد البناء وغيرها من القطاعات الصناعية، كما يستمر فيها استخراج الفحم الحجري البني.
أما في مجال التعليم فيعمل في المدينة العديد من المؤسسات التعليمية مثل جامعة زابايكالية للعلوم الإنسانية والتربوية وجامعة تشيتا الحكومية وأكاديمية تشيتا للعلوم الطبية وغيرها، إضافة للجامعات هناك مجموعة من المعاهد المهنية المتوسطة والثانويات الصناعية والمدارس العامة ومدارس الموسيقى.
كما تتمركز في المدينة مجموعة كبيرة من معاهد ومؤسسات البحث العلمي مثل معهد البحوث الزراعية التابع لأكاديمية العلوم الزراعية ومعهد الموارد الطبيعية وحماية البيئة ودراسة العمليات الجارية في الطبقة الجليدية التابع لأكاديمية العلوم الروسية وغيرها.
ويوجد في المدينة عدد من المسارح مثل مسرح الدراما ومسرح الدمى ومسرح الثقافة الوطنية ومسرح الموسيقى والغناء وغيرها. كما أن هناك عددا من دور السينما والنوادي الاجتماعية والثقافية والرياضية وقاعات الحفلات.
وتعمل في المدينة مجموعة من المتاحف منها متحف إقليم زابايكالية ومتحف المجد العسكري ومتحف الديسمبريين ومتحف الجيولوجيا وغاليري اللوحات الفنية وغيرها.
كما هناك عدد من المتنزهات والحدائق العامة في المدينة مثل متنزه زابايكال الوطني وحديقة العصر الجوراسي ومتنزه الطلائع وغيرها.
من المعالم المعمارية والتاريخية في المدينة المبنى الخشبي لدائرة البريد وكنيسة الملاك ميخائيل وعدد من المنازل الخشبية القديمة وأيضا:
- قصر شوموف – شيّد هذا القصر عام 1915 ويعود إلى الإخوة شوموف الذين كانوا يملكون مناجم الذهب في المنطقة. حصل تصميم المبنى عام 1911 في باريس على الجائزة الكبرى كتلك التي منحت لبرج إيفل. وخلال فترة وجوده كان القصر مقرا لبرلمان المدينة ومن ثم أصبح يستخدم للسكن ومقراً لوزارة خارجية جمهورية الشرق الأقصى ومن ثم متجرا وأخيرا قصر العمل. حاليا المبنى مقر لجهاز الأمن الفيدرالي لإقليم زابايكالية.
- كنيسة الملاك ميخائيل (كنيسة الديسمبريين) – شيدت الكنيسة عام 1776 بالخشب. الكنيسة أقدم مبنى في المدينة و-نجز بناؤها قبل نفي الديسمبريين إلى المدينة بـ 55 سنة وربط اسم الكنيسة بالديسمبريين لأنهم كانوا يرتادونها جميعهم للصلاة الكنيسة مبنية على غرار الكنائس الروسية الخشبية القديمة. حاليا هي متحف الديسمبريين.

## معرض صور

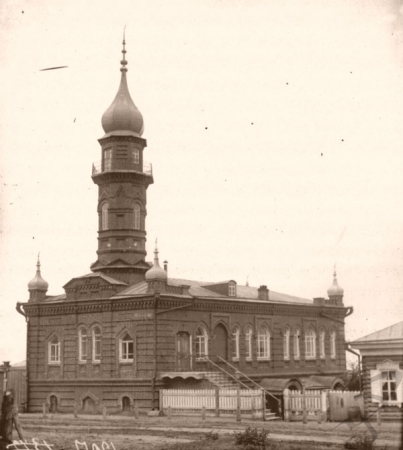
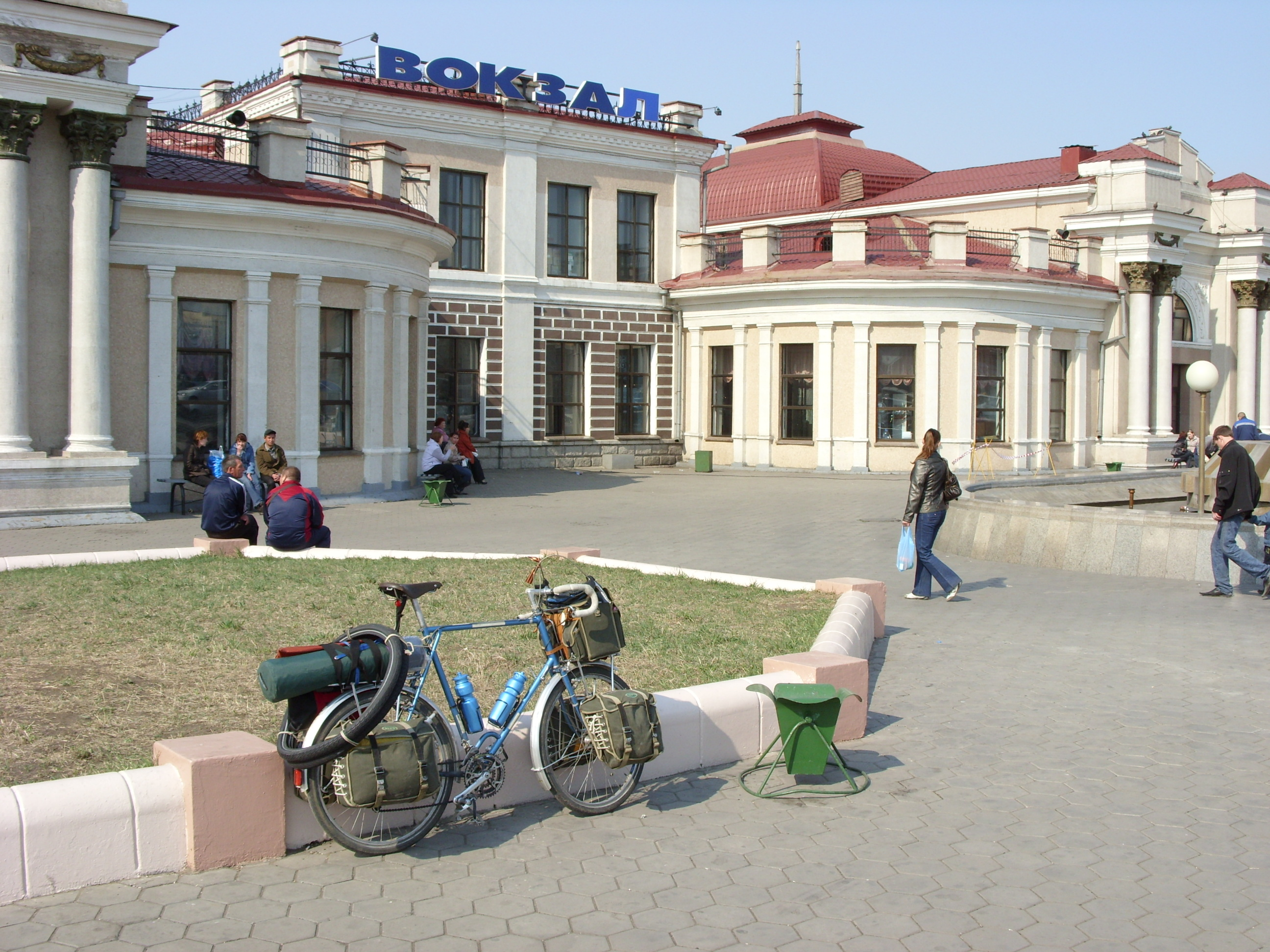
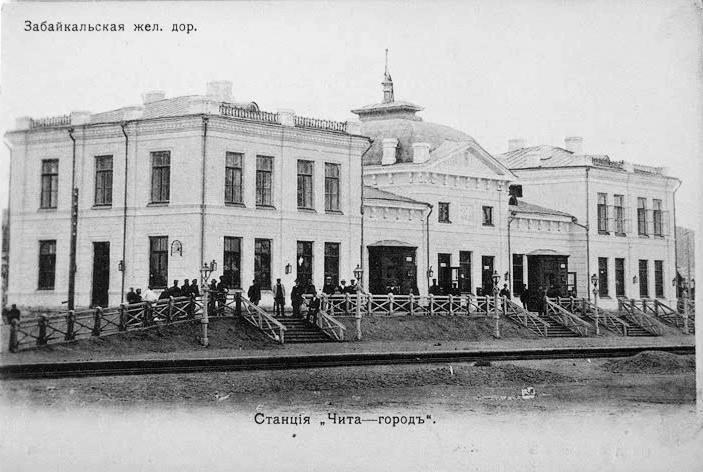